# St-André (Les Arques)

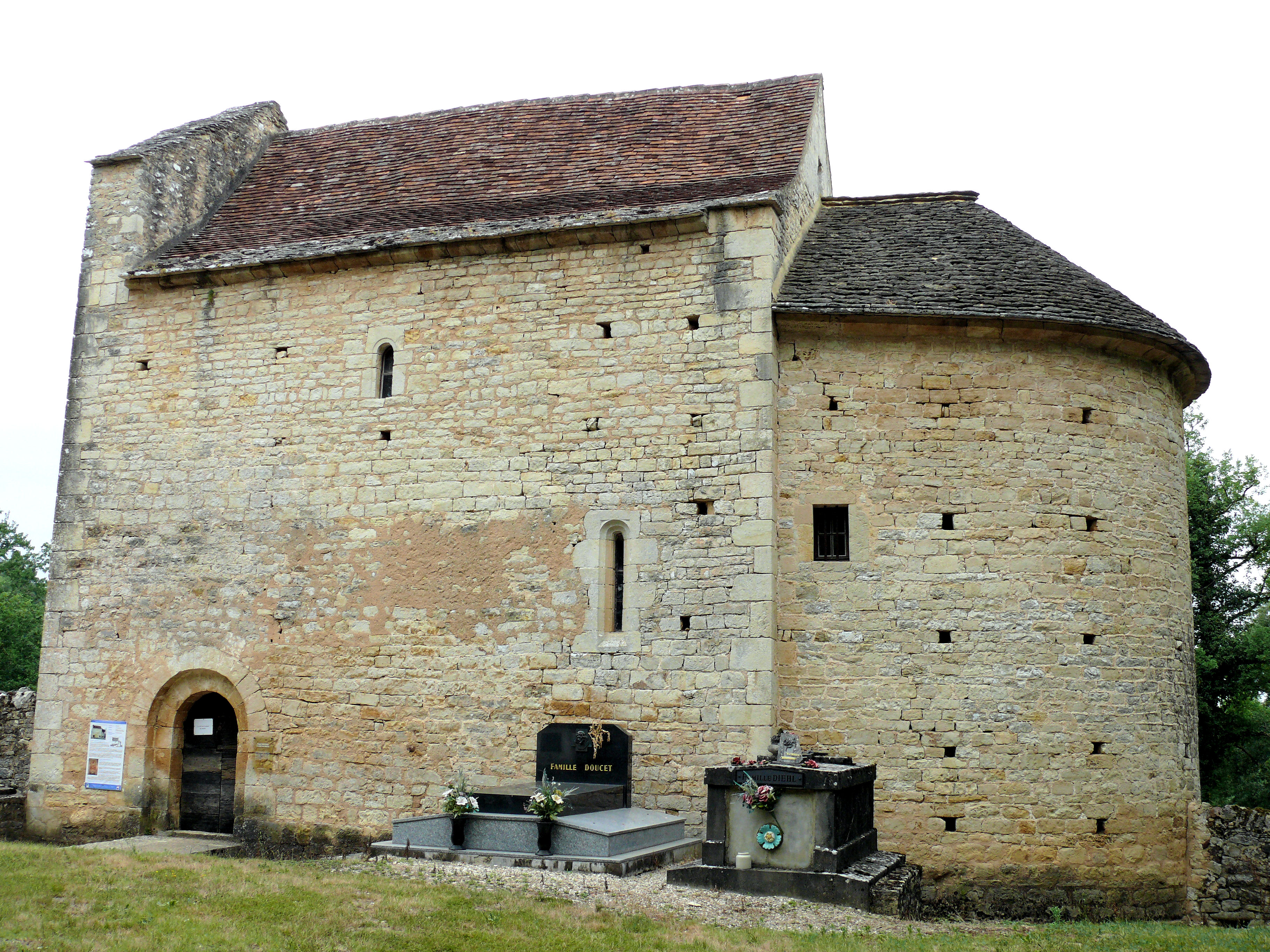
Chapelle Sainte-André in Les Arques

Die romanische Kapelle Saint-André ist – neben der Kirche Saint-Laurent – die zweite Hauptsehenswürdigkeit der kleinen Gemeinde Les Arques im Périgord. Die Kapelle wurde im Jahre 1979 in die Liste der Monuments historiques eingetragen.

## Lage
Die Kapelle steht etwa anderthalb Kilometer westlich der Ortschaft Les Arques in einer Waldlichtung. Südlich der Kapelle schließt sich der immer noch genutzte Friedhof der Gemeinde an.

## Geschichte
Wie sich an dem Quadermauerwerk der Kirche ablesen lässt, stammt die romanische Kapelle aus dem 11. oder 12. Jahrhundert. Es sind mehrere Bauphasen am Mauerwerk ablesbar. Ehemals war sie vermutlich die Pfarrkirche eines inzwischen verschwundenen Ortes. Die Apsis wurde im 15. Jahrhundert mit Fresken in naiv-bäuerlichem Stil ausgemalt. 1954 wurden sie von den lange Jahre in Arques lebenden russischen Bildhauer Ossip Zadkine im Jahr wiederentdeckt und freigelegt.

## Architektur
In der Westfassade des relativ hohen Bauwerks ist ein kleines, schmales Rundbogenfenster; ehemals gab es wohl einen Glockengiebel, der in späterer Zeit in den heutigen Giebel integriert wurde. Auch die Südfassade ist einfach gehalten. Es gibt ein zurückgestuftes, aber säulen- und kapitellloses Rundbogenportal und zwei kleine, hohe, schmale Rundbogenfenster mit profilierten Laibungen. Die bearbeiteten Eckquader des Bauwerks sind doppelt und dreifach so groß wie die Steine de Lagen des Quadermauerwerks. Die Apsis ist eingezogen gegenüber dem Kirchenschiff. Das Dach der Apsis ist mit kleinen Steinplatten (lauzes) gedeckt. Die Eindeckung des Satteldachs über dem Schiff besteht aus Dachziegeln. In allen Außenmauern sind die Gerüstlöcher erkennbar, in denen beim Bau die auskragenden Tragbalken der Baugerüste steckten. Die Kirche ist einschiffig mit einem Tonnengewölbe.

## Apsisfresken

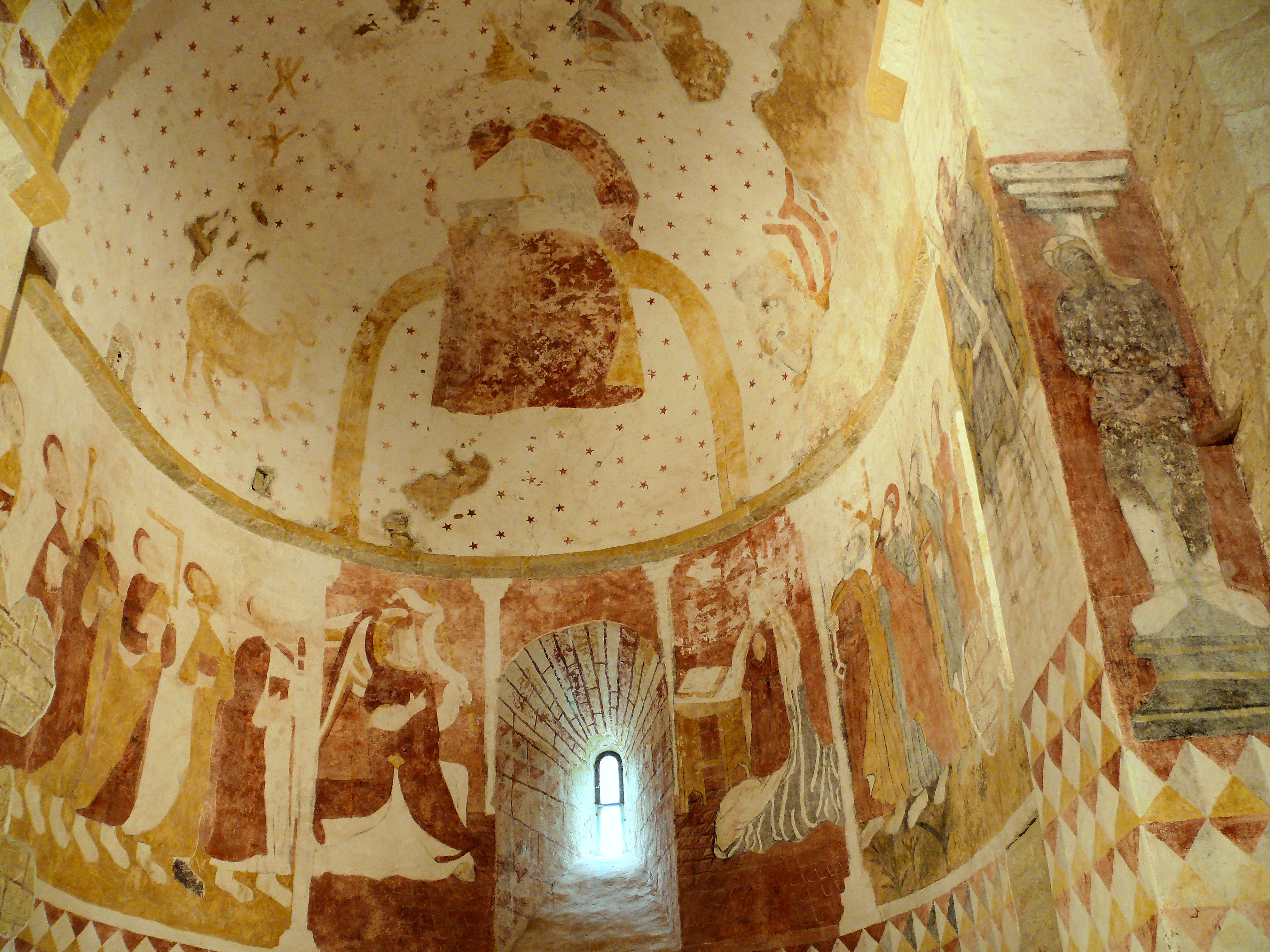
Saint-André – Apsisfresken

Die gesamte Apsis ist mit Fresken des 15. Jahrhunderts ausgemalt. In der mit kleinen Sternen gefüllten Apsiskalotte findet sich Christus oder Gottvater als Pantokrator (jedoch ohne Mandorla) auf einem Regenbogenthron sitzend und umgeben von den vier Evangelistensymbolen. Unter einem umlaufenden Gesims ist links und rechts des Apsisfensters die Verkündigungsszene erkennbar – links kniet der Erzengel Gabriel mit der 'Frohen Botschaft’ auf einem flatternden Spruchband, rechts kniet Maria mit gefalteten Händen an einem Lese- bzw. Schreibpult. Zu beiden Seiten stehen die Apostel, teilweise beschädigt; ein weiterer Apostel (Judas) wurde wahrscheinlich nicht gezeigt. Am rechten Pfeiler ist der Hl. Christophorus erkennbar; ihm gegenüber auf dem linken Pfeiler wartet der Christusknabe auf seine Hilfe beim Überqueren des Flusses. Bei der anderen Einzelfigur auf dem rechten Pfeiler handelt es sich wohl um die Geisselung Christi. Der untere Teil der Wandfläche ist mit plastisch wirkenden Rauten und Dreiecken bemalt.